# 에토 미키야
에토 미키야(일본어: 衛藤 幹弥, 1999년 9월 29일~)는 일본의 축구 선수이다.

## 구단 경력
그는 2018년 J2리그의 로아소 구마모토에 입단했다. 2018년후 J3리그에 강등했다. 2021년부터 2022년까지 J3리그의 가고시마 유나이티드 FC에서 뛰었다.